# リーガ・エ・パラ
リーガ・エ・パラ（アルバニア語: Superliga e Futbollit të Kosovës, 英語: Football Superleague of Kosovo）は、コソボの最上位サッカーリーグであるスーペルリーガの1つ下のディビジョン（2部リーグ）である。

## 歴代優勝クラブ
出典
| シーズン | 優勝                             |
| -------- | -------------------------------- |
| 2001-02  | FCヴァラズニミ (グループA)       |
| 2001-02  | KFフェリザイ (グループB)         |
| 2002-03  | KF KEK-u (グループA)             |
| 2002-03  | ゲトアリ・プリズレン (グループB) |
| 2003-04  | KFラピ (グループA)               |
| 2003-04  | KFリリア (グループB)             |
| 2004-05  | KFジラニ                         |
| 2005-06  | KFコソヴァ・ヴシュトリ           |
| 2006-07  | FC2コリク                        |
| 2007-08  | KFイストグ                       |
| 2008-09  | KFリリア                         |
| 2009-10  | KFトレプチャ89                   |
| 2010-11  | KFドリタ                         |
| 2011-12  | KFフェロニケリ                   |
| 2012-13  | KFフェリザイ                     |
| 2013-14  | FCヴァラズニミ                   |
| 2014-15  | KFラピ                           |